# Pulmão de aço

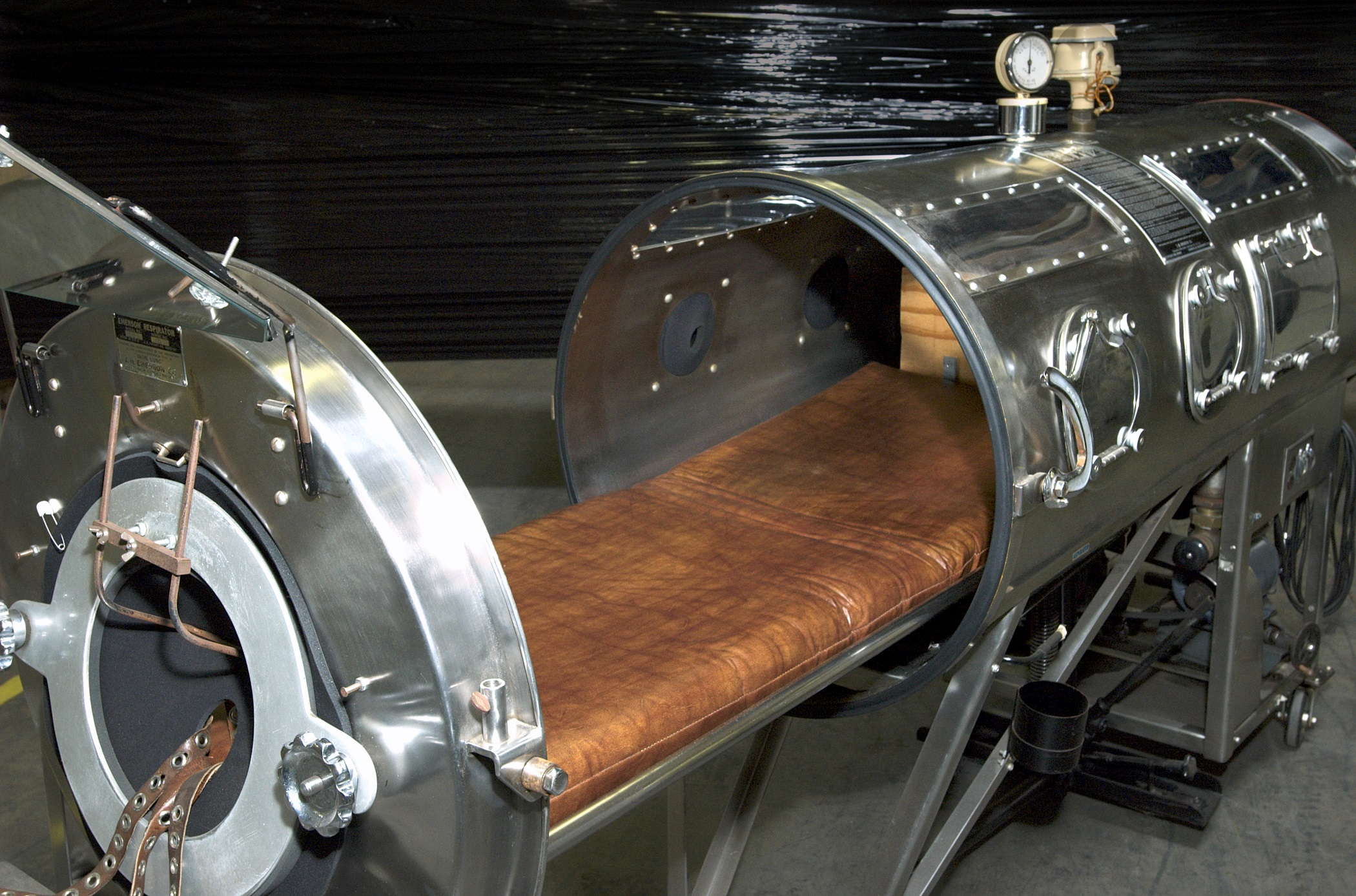
Pulmão de aço. Durante a década de 1950, os pacientes paralisados pelo vírus da poliomielite dependiam de dispositivos como este para respirar.

Um pulmão de aço ou ventilador de pressão negativa é um tipo de ventilador que permite a uma pessoa respirar em caso de paralisia dos músculos da respiração ou quando o esforço necessário para a respiração excede a capacidade dessa pessoa. A ventilação por pressão negativa foi praticamente substituída por meios de ventilação de pressão positiva, intubação ou ventilação bifásica.

## Método
O ser humano, tal como a maior parte dos animais, respira através de pressão negativa: a caixa torácica expande-se e o diafragma contrai-se, alargando a cavidade torácica. Isto faz com que a pressão do ar no interior dos pulmões diminua para valores inferiores ao da atmosfera, fazendo com que o ar circule para o seu interior (inalação). Quando o diafragma relaxa, dá-se a situação inversa (exalação). Quando determinada pessoa perde total ou parcialmente a capacidade de controlar os músculos envolvidos no processo, a respiração torna-se difícil ou impossível.
Num pulmão de aço, o paciente é colocado numa câmara central cilíndrica em aço, selada por uma porta que permite o movimento da cabeça e pescoço. Existem bombas que controlam a circulação de ar que periodicamente aumentam e diminuem a pressão do ar no interior da câmara. Quando a pressão é inferior à dos pulmões, estes expandem-se e a pressão faz com que o ar exterior entre nos pulmões através das vias respiratórias do paciente. Quando a pressão aumenta para um valor superior à dos pulmões, acontece o inverso e o ar é forçado a sair. Desta forma, o pulmão de aço mimetiza o processo fisiológico da respiração. 